# Scelio africanus
Scelio africanus är en stekelart som beskrevs av Jean Risbec 1950. Scelio africanus ingår i släktet Scelio och familjen Scelionidae. Inga underarter finns listade i Catalogue of Life.